# Bill Mulliken
William Danforth Mulliken, detto Bill (Urbana, 27 agosto 1939 – Chicago, 17 luglio 2014), è stato un nuotatore statunitense.

## Palmarès
Olimpiadi
- 1 medaglia:
  - 1 oro (200 metri rana a Roma 1960).

Giochi panamericani
- 1 medaglia:
  - 1 oro (200 metri rana a Chicago 1959).